# Lễ đền tội

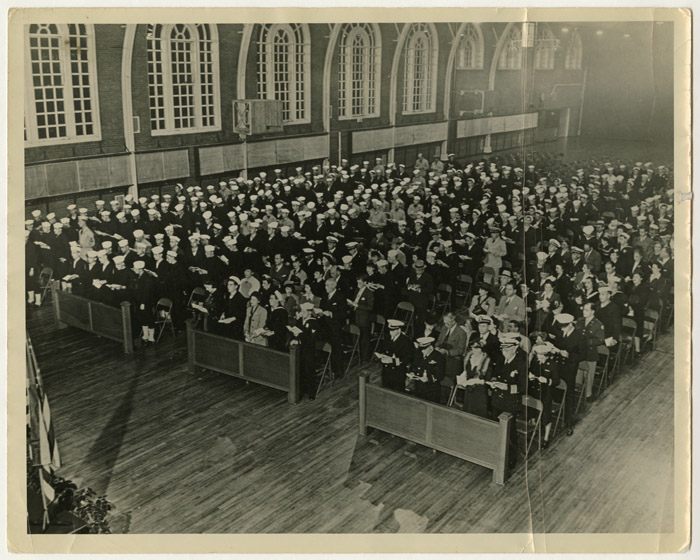
Cầu nguyện ngày Lễ Đền Tội tại Great Lakes, Illinois năm 1942 hoặc 1943

Lễ chuộc tội hoặc Lễ đền tội (tiếng Hebrew: יוֹם כִּפּוּר, Yom Kippur IPA: [ˈjom kiˈpuʁ], hoặc יום הכיפורים) là ngày thiêng liêng nhất của năm trong Do Thái Giáo. Vào ngày nay người Do Thái thường nhịn ăn (ta'anit) trong khoảng 25 giờ và thường dành gần hết ngày tại Hội đường Do Thái giáo.
Trong tiếng Do Thái, Yom nghĩa là "ngày" còn Kippur có gốc từ mang nghĩa "chuộc lỗi". Vì vậy mà Lễ đền tội có nghĩa là "ngày chuộc lỗi". Là một trong những ngày lễ quan trọng nhất của Do Thái, Lễ Đền Tội được nhiều dân Do Thái thế tục tuân theo dù họ bỏ qua nhiều ngày lễ khác.

## Tết Do Thái và Lễ Đền Tội
Lễ Đền Tội là "ngày thứ mười của tháng thứ bảy" (Tishrei) và được gọi là "ngày sabbath của các ngày sabbath". Rosh Hashanah (được kinh Torah gọi là Yom Teruah) là ngày đầu tiên của tháng đó theo lịch Do Thái, đồng thời cũng đánh dấu sự mở đầu của Yamim Nora'im ("Những ngày kính sợ") trong Do Thái giáo. Lễ Đền Tội là ngày chấm dứt Yamim Nora'im.

### Mở sách thiêng
Theo Do Thái giáo, Thượng đế viết số phận của mỗi người cho năm kế tiếp vào một quyển sách gọi là Sách đời vào ngày Rosh Hashanah, đến ngày Lễ Đền Tội thì sẽ "niêm phong" lời phán quyết. Trong thời gian Yamim Nora'im, một người theo Do Thái giáo cố gắng cải thiện hành vi của mình và kiếm tìm sự tha thứ cho các lỗi lầm chống lại Thượng đế (bein adam leMakom) và chống lại người khác (bein adam lechavero). Đêm và ngày diễn ra Lễ Đền Tội được dành cho cầu nguyện và thú tội (Vidui). Cuối ngày Lễ Đền Tội, mọi người hy vọng rằng Thượng đế sẽ tha thứ cho họ.

## Buổi hành lễ
Đối với tín đồ Do Thái, vào ngày thường họ có ba buổi hành lễ (Ma'ariv, buổi hành lễ buổi tối; Shacharit, buổi hành lễ buổi sáng; and Mincha, buổi hành lễ buổi chiều), vào ngày Shabbat hoặc Yom Tov thì có bốn buỗi hành lễ (Ma'ariv, Shacharit, Mussaf - buổi hành lễ bổ sung - và Mincha), đến ngày Lễ Đền Tội thì có đến năm buổi hành lễ (Ma'ariv; Shacharit; Musaf; Mincha; và Ne'ilah - buổi hành lễ kết thúc). Trong các buổi hành lễ, người ta thú tội (riêng tư hoặc công khai), trong khi một buổi hành lễ đặc biệt sẽ diễn ra tại Đền thiêng Jerusalem dưới sự chủ trì của vị thầy cả (Kohen Gadol).